# Amt Eggolsheim

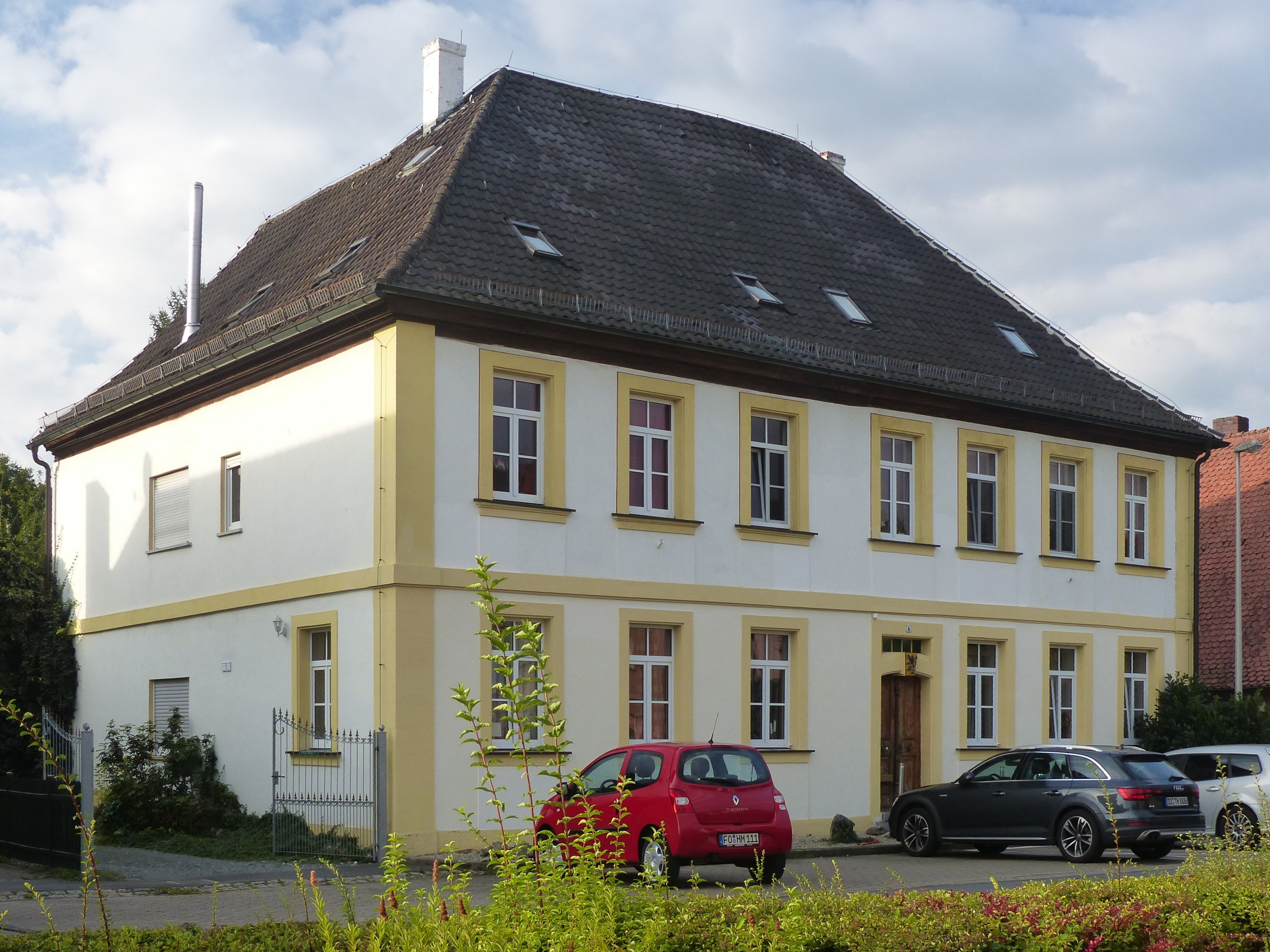
Das ehemalige Amtshaus in Eggolsheim, der Verwaltungssitz des Amtes Eggolsheim

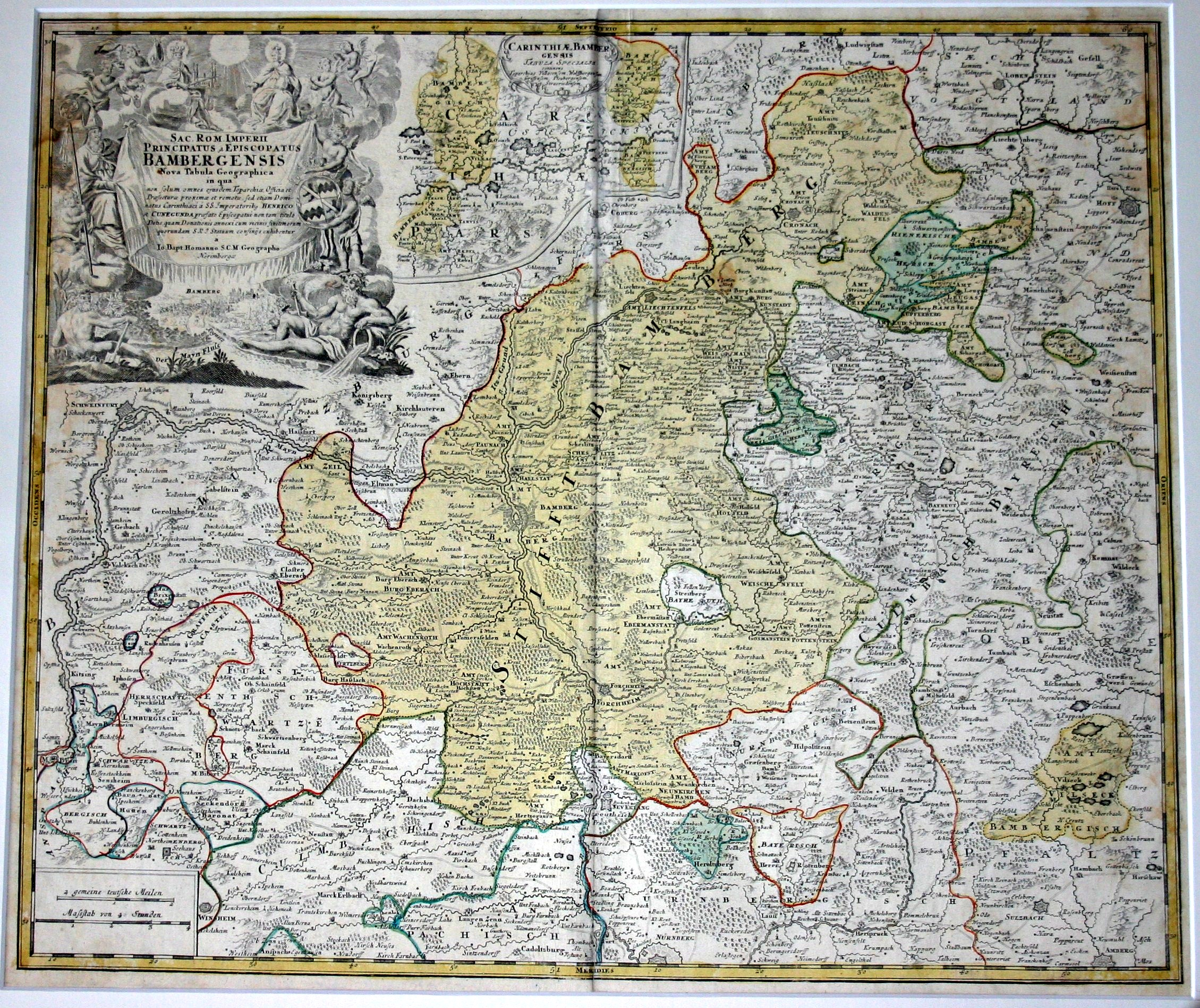
Das Territorium des Hochstiftes Bamberg

Das Amt Eggolsheim (bzw. auch Amt Eggolsheim-Senftenberg) war ein Verwaltungsgebiet des Hochstiftes Bamberg, eines reichsunmittelbaren Territoriums im Heiligen Römischen Reich. Das dem Fränkischen Reichskreis zugeordnete Hochstift Bamberg war ein geistliches Fürstentum, das bis zum Beginn des 19. Jahrhunderts existierte.

## Geografie
Das im Südwesten des Bamberger Herrschaftsgebietes gelegene Amt war eines der kleineren hochstiftischen Ämter. Es war nahezu vollständig von anderen bambergischen Ämtern umgeben. Dabei handelte es sich um die Ämter Bechhofen, Ebermannstadt, Forchheim, Hallstadt, Memmelsdorf und Schlüsselau bzw. Teilgebiete (Exklaven) davon. In und um das Eggolsheimer Amt bestanden lediglich wenige fremdherrische Territorien, wie etwa Neuses an der Regnitz, in dessen Dorfmarkung das Fürstentum Bayreuth die Dorf- und Gemeindeherrschaft (DGH) ausübte.

## Geschichte
Zusammen mit einigen weiteren Besitzungen war Eggolsheim im Jahr 1017 zum ersten Mal in den Besitz des Hochstift Bambergs gelangt. Dies erfolgte im Rahmen eines Tauschvertrages, den der erste bambergische Bischof Eberhard I. mit dem Würzburger Bischof Heinrich I. abgeschlossen hatte. In der Folgezeit konnten sich die Grafen von Andechs-Meranien in dieser Gegend etablieren und besaßen bei ihrem 1248 erfolgten Aussterben die Burg Senftenberg, die als Amtssitz ihrer Besitzungen fungierte. Ihr Erbe im Eggolsheimer Gebiet wurde von der Adelsfamilie von Schlüsselberg angetreten. Als auch diese 1347 ausstarben, wurden ihre Besitzungen zwischen dem Bamberger und dem Würzburger Bistum aufgeteilt. Während der zweiten Hälfte des 14. Jahrhunderts konnte sich das Hochstift Bamberg dann schrittweise den alleinigen Besitz sichern, was schließlich im Jahr 1384 weitgehend gelungen war.

## Struktur
Die Verwaltung des Amtes Eggolsheim bestand aus einem Oberamt, einem Vogteiamt, einem Steueramt, einem Kastenamt und einem Centamt. Der das Amt verwaltende bambergische Amtmann hatte bis zum Jahr 1525 auf der Burg Senftenberg residiert. Nachdem diese Burg während des Deutschen Bauernkrieges von rebellierenden Bauern eingenommen und zerstört worden war, wurde der Verwaltungssitz nach Eggolsheim verlegt.

### Vogteiamt
Das Vogteiamt Eggolsheim war eines der 54 Vogteiämter des Hochstiftes Bamberg. Sein Vogteibezirk umfasste folgende Dorfmarkungen und Ortschaften:
Bammersdorf, Dreuschendorf, Drosendorf am Eggerbach, Götzendorf, Hirschaid, Hochstall, Jägersburg, Kauernhofen, Ketschendorf, Oberngrub, Schirnaidel, Senftenberg und Tiefenstürmig.
Außerdem gehörten zum Vogteibezirk des Eggolsheimer Amtes noch folgende Kondominate, d. h. Dorfmarkungen, in denen die DGH entweder gemeinsam („cumulative“) oder abwechselnd („alternative“) ausgeübt wurde:
Altendorf (Kondominat mit dem Fürstentum Bayreuth) und Buttenheim (Kondominat mit den Freiherrn von Seefried).

### Centamt
Das Centamt Eggolsheim war eines der 29 Centämter des Hochstiftes Bamberg. Sein Hochgerichtsbezirk umfasste folgende Dorfmarkungen und Ortschaften:
Altendorf, Bammersdorf, Buttenheim, Dreuschendorf, Drosendorf am Eggerbach, Götzendorf, Gunzendorf (Ausübung der DGH durch das Amt Gunzendorf), Hirschaid, Hochstall, Jägersburg, Kauernhofen, Ketschendorf, Neuses an der Regnitz (Ausübung der DGH durch das Fürstentum Bayreuth), Oberngrub, Rettern (Ausübung der DGH durch das Domkapitel Bamberg), Schirnaidel Senftenberg, Stackendorf (Ausübung der DGH durch die Freiherrn von Seefried), Tiefenstürmig, Unterstürmig (Ausübung der DGH durch das Domkapitel Bamberg), und Weigelshofen (Ausübung der DGH durch das Domkapitel Bamberg sowie gemeinsame Wahrnehmung der Hochgerichtsbarkeit mit dem Amt Memmelsdorf).

### Steueramt
Das Steueramt Eggolsheim war eines der 46 Steuerämter des Hochstiftes Bamberg. Der räumliche Wirkungsbereich des Steueramtes war deckungsgleich mit dem des Eggolsheimer Vogteiamtes.
Die wirtschaftliche Bedeutung des Amtes für das Hochstift Bamberg war leicht überdurchschnittlich, es wurde daher als Amt II. Klasse (von 5) geführt. Die Steuererträge des Steueramtes betrugen durchschnittlich in der Amtszeit von Peter Philipp von Dernbach (1672–1683) 3988 und in der Amtszeit von Marquard Sebastian Schenk von Stauffenberg (1683–1693) 2919 fränkische Gulden pro Jahr.

### Kastenamt
Das Kastenamt Eggolsheim war eines der 24 Kastenämter des Hochstiftes Bamberg. Es hatte über mehrere Jahrhunderte eine Art Zweigstelle des größeren Kastenamtes Forchheim gebildet, das vermutlich bereits im 15. Jahrhundert entstanden war.

## Persönlichkeiten

### Oberamtmänner
- Adam Friedrich Schenk Freiherr von Stauffenberg (1796)[35]
- Carl Anton von und zu Wiesenthau (1774)[36]

### Andere Beamte
- Franz Friedrich Günther (1796) (Amtsrichter auch Centrichter, Kastner und Steuereinnehmer)[35]
- Johann Georg Keim (1774) (Amtsrichter, Kastner und Steuereinnehmer)[36]